# Phoenix Suns 1988-1989
La stagione 1988-89 dei Phoenix Suns fu la 21ª nella NBA per la franchigia.
I Phoenix Suns arrivarono secondi nella Pacific Division della Western Conference con un record di 55-27. Nei play-off vinsero il primo turno con i Denver Nuggets (3-0), la semifinale di conference con i Golden State Warriors (4-1), perdendo poi la finale di conference con i Los Angeles Lakers (4-0).

## Roster
| N° | Naz.                   | Ruolo | Sportivo       | Anno | Alt. | Peso |
| -- | ---------------------- | ----- | -------------- | ---- | ---- | ---- |
| 4  | Stati Uniti (bandiera) | G     | Steve Kerr     | 1965 | 191  | 79   |
| 7  | Stati Uniti (bandiera) | G     | Kevin Johnson  | 1966 | 185  | 82   |
| 8  | Stati Uniti (bandiera) | GA    | Eddie Johnson  | 1959 | 201  | 98   |
| 9  | Stati Uniti (bandiera) | GA    | Dan Majerle    | 1965 | 198  | 98   |
| 12 | Stati Uniti (bandiera) | A     | Winston Crite  | 1965 | 201  | 106  |
| 14 | Stati Uniti (bandiera) | G     | Jeff Hornacek  | 1963 | 191  | 86   |
| 23 | Stati Uniti (bandiera) | GA    | Tyrone Corbin  | 1962 | 198  | 95   |
| 24 | Stati Uniti (bandiera) | AC    | Tom Chambers   | 1959 | 208  | 100  |
| 25 | Stati Uniti (bandiera) | GA    | T.R. Dunn      | 1955 | 193  | 87   |
| 25 | Stati Uniti (bandiera) | G     | Craig Hodges   | 1960 | 188  | 86   |
| 28 | Stati Uniti (bandiera) | C     | Andrew Lang    | 1966 | 211  | 111  |
| 34 | Stati Uniti (bandiera) | A     | Tim Perry      | 1965 | 206  | 91   |
| 35 | Stati Uniti (bandiera) | AC    | Armon Gilliam  | 1964 | 206  | 104  |
| 41 | Stati Uniti (bandiera) | AC    | Mark West      | 1960 | 208  | 104  |
| 43 | Stati Uniti (bandiera) | GA    | Mark Davis     | 1963 | 198  | 88   |
| 44 | Stati Uniti (bandiera) | AC    | Kenny Gattison | 1964 | 203  | 102  |
| 45 | Stati Uniti (bandiera) | A     | Ed Nealy       | 1960 | 201  | 108  |

## Staff tecnico
- Allenatore: Cotton Fitzsimmons
- Vice-allenatori: Lionel Hollins, Paul Westphal, Truck Robinson
- Preparatore atletico: Joe Proski